# 马文车

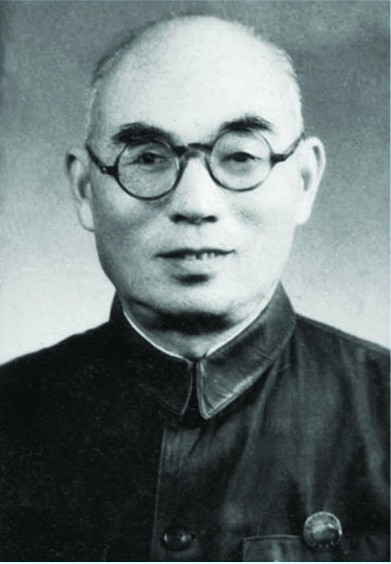
马文车

马文车（1890年—1961年8月），号心竹，浙江东阳马宅人。中国近代政治人物。

## 生平
1911年，毕业于杭州浙江官立两级师范学堂。1913年赴上海参加二次革命，失败后赴日本入读日本法政大学。1915年回国后，历任黑龙江省巡按使署参议、广东省立中学校长、省长公署视学等职。1925年起，历任黄埔军校行营参议、广州卫戍司令部秘书长、潮州海关监督兼汕头交涉员、国民政府军事委员会秘书厅厅长、国民革命军总司令部秘书处处长、第一路军总指军部政治部主任等职。1927年，曾设法营救被张静江逮捕的褚辅成、沈钧儒。8月赴日本、美国考察，并于翌年返国。1931年，發動雷馬事變扣押馬鴻賓，任甘肃省代理主席兼教育厅长。抗日战争期间，又历任浙江省抗日自卫委员会委员、国民党中央党政委员会委员兼主任秘书、秘书处长、机要组长。1947年，当选第一届国民大会浙江省代表。同年12月，主持中国国民党革命委员会浙江分会。中华人民共和国成立后，曾任民革中央团结委员、民革浙江省委常委、民革杭州市委副主委等职。1957年反右期间，被划为右派分子。1961年逝世。